# レイポン (原子力潜水艦)
|           |                          |
| 艦歴      |                          |
| 発注:     | 1963年10月24日           |
| 起工:     | 1965年7月26日            |
| 進水:     | 1966年12月16日           |
| 就役:     | 1967年12月14日           |
| 退役:     | 1992年6月25日            |
| 除籍:     | 1992年8月8日             |
| その後:   | 原子力艦再利用プログラム |
| 性能諸元  |                          |
| 排水量:   | 基準：3,860トン          |
| 全長:     | 89 m (292 ft)            |
| 全幅:     | 9.7 m (32 ft)            |
| 吃水:     | 8.8 m (29 ft)            |
| 機関:     | S5W reactor              |
| 最大速:   | 25 ノット                |
| 乗員:     | 士官14名、兵員95名       |
| 兵装:     | 21インチ魚雷発射管4基    |
| モットー: | Secret et Hardi          |

レイポン (USS Lapon, SSN-661) は、アメリカ海軍の原子力潜水艦。スタージョン級原子力潜水艦の13番艦。艦名はカサゴに因む。その名を持つ艦としてはガトー級潜水艦49番艦(SS-260)以来2隻目。

## 艦歴
レイポンの建造は1963年10月24日にバージニア州ニューポート・ニューズのニューポート・ニューズ造船所に発注される。1965年7月26日に起工し、1966年12月16日にチャールズ・D・グリフィン夫人によって命名、進水し、1967年12月14日に艦長チェスター・M・マック中佐の指揮下就役した。
就役後レイポンは大西洋艦隊潜水艦部隊に所属し、バージニア州ノーフォークを母港として活動した。1968年の大半は訓練および東海岸での巡航で過ごし、1969年に入ると第6艦隊の下地中海に展開するための準備を行う。
1970年には大西洋艦隊においてマージョリー・ステレット戦艦基金賞を受賞した。
レイポンは1991年10月1日に不活性化され、1992年6月25日に退役し、1992年8月8日に除籍された。その後ワシントン州ブレマートンで原子力艦再利用プログラムの下2003年3月1日に解体が始まり、2004年8月31日に作業は完了した。レイポンのセイル部分はミズーリ州スプリングフィールドのアメリカ在郷軍人会ポスト639で記念された。